# Can Ferrer (Arbúcies)
Can Ferrer és una masia d'Arbúcies (Selva) inclosa a l'Inventari del Patrimoni Arquitectònic de Catalunya.

## Descripció
El mas Can Ferrer és una antiga masia formada per la casa pairal, de planta rectangular, amb dos pisos i golfes, i vessants a laterals, reconstruïda en el segle xix. Els seus orígens podríen relacionar-se amb l'església preromànica de Sant Pere Desplà que es troba al costat del mas, documentada del segle x.
L'edifici ha patit forces reformes i ampliacions al llarg dels anys, antigament tenia planta basilical, una forma que encara avui s'aprecia a la façana principal, gràcies a la última restauració, feta l'any 2004, que va constistir en repicar l'arrebossat de les parets del cos principal de la masia.
La porta d'entrada és d'arc rebaixat envoltada de pedra, a diferència de la majoria d'obertures que són envoltades de rajol, algunes amb arc rebaixat al damunt, de forma rectangular. Cal destacar la finestra central de la planta noble amb balconada, també amb brancals i llinda de pedra. Hi ha dos balcons més a la mateixa planta.
Pel que fa la façana lateral i part de la posterior, també han estat repicades i presenten obertures ractangulars envoltades amb rajol. Al voltant, hi ha altres edificacions adossades que mantenen el parament arrebossat i pintat de blanc. Es tracta de la masoveria situada en el cos lateral paral·lel a l'església, i actualment habitada, també dels annexos pel bestià, ara fent la funció de magatzems, i la pallisa al davant a la dreta, que manté les obertures d' arcs rebaixats, tres a la planta baixa i tres al primer pis, amb balconada. En aquestes dependències annexes que ja formen part de la casa, trobem les inscripcions de 1910 i 1948. La planta baixa s'utilitza com a garatge i la superior és una ampliació de la casa.
L'interior del cos principal, manté l'antiga estructura. Una gran sala central serveix de distribuïdor cap a les dependències laterals i al fons hi ha l'escala que mena als pisos superiors. S'ha reformat però les bigues de fusta són les originals.

## Història
En l'acta de consagració de l'església parroquial de Sant Quirze i Julita d'Arbúcies del 923 apareix el topònim Sancti Petri, avui Sant Pere Desplà. La casa de can Ferrer es troba al cantó de l'església de Sant Pere, edificada com a mínim en el segle x.
Les primeres notícies dels habitants d'aquesta casa són del 1249: Bompar de Ferrer i la seva muller Maria, Pere, llur fill i la seva muller Raimunda. A partir del segle xiv trobem documentació patrimonial amb referències explítices al mas.
En els campbreus dels Dosrius-Cartellà del 1313 trobem: Bernat Ferrer i Guillem Ferrer, entre d'altres. En el Fogatge de 1497 de la Batllia de n'Orri trobem Lo Ferrer de Sant Pere Desplà. Més endavant el trobem documentat en els fogatges de la Batllia de n'Orri de 1497 i 1515.
Documentat en el Cadastre de 1743, quan Pere Ferrer de Sant Pere declara la seva casa i dues barraques, també apareix en el cadastre de 1800 i en el llistat de les cases de pagès elaborat pel rector al 1826. En el padró de 1883 hi consten dues famílies, la dels amos amb 4 persones i la dels masovers amb 7, en el padró de l'any 1940 hi consten tres famílies, de 8, 4 i 7 membres respectivament. També es documenta en el mapa del Montseny de Juli Serra de 1890.
En l'amillarament de 1935 els límits del mas són: a orient amb terres del mas Roquer part amb el mas Pujals, terres de Fàbregues, jaume Moragas i Matalella i Marens, a migdia amb terres de l'esmentat Roquer i Marens, amb el mas Boixaus Xic i el mas Dorca, a ponent amb terres d'aquest últim i part amb terrenys de Joan Dalmau i a nord amb honors del mas Marens.